# Almadrones
Almadrones est une commune d'Espagne de la province de Guadalajara dans la communauté autonome de Castille-La Manche.

## Culture
L'église paroissiale d'Almadrones possédait jusqu'en 1936 des tableaux du Greco représentant les Apôtres, trois d'entre eux se trouvent aujourd'hui au musée d'Art d'Indianapolis dont Saint Luc, Saint Matthieu et Saint Simon.